# 선진과 창조의 모임
선진과 창조의 모임(先進과 創造의 모임)은 2008년 8월 6일 자유선진당과 창조한국당이 모여 결성된 대한민국 국회의 원내 교섭단체이다. 서로가 제시한 4가지 정책에 대하여 양당이 공감을 가지고 공조하는 방편으로 구성되었으며 초기에는 권선택 자유선진당 원내대표와 문국현 창조한국당 대표의 공동대표제를 채택하였으나 교섭단체 대표등록은 연도별로 교대하여 2008년 동안은 권선택 대표가, 2009년 동안은 문국현 대표가 교섭단체 원내대표직을 수행하였다. 2009년 9월 1일, 자유선진당을 탈당한 심대평 의원이 교섭단체 사퇴서를 제출함에 따라 교섭단체 구성요건인 20석을 채우지 못해 해산되었다.

## 합의문
다음은 자유선진당과 창조한국당의 교섭단체 공동구성에 관한 합의문의 내용이다.
자유선진당과 창조한국당은 교섭단체 공동구성에 관한 실천적 사항에 대하여 다음과 같이 합의한다.
1. 교섭단체 대표는 양당이 각자 지명하는 자당 소속 의원 2인의 공동대표로 한다. 다만 교섭단체 대표 등록은 연도별로 교대하여 각 당이 지명하는 자당 소속 의원으로 하되, 2008년도 등록은 자유선진당 소속 의원으로 한다.
2. 교섭단체의 등록 이름은 “선진과 창조의 모임”으로 정한다.

1. 양당은 각자 자당의 정체성에 입각하여 독자적으로 정당활동을 한다. 다만 교섭단체의 운영과 관련된 사항에 대하여는 양당의 당 대표가 협의하여 조정한 결과에 따른다.

1. 양당은 이미 합의한 “대운하 저지”, “검역주권 및 국민건강 수호”, “중소기업 육성” 이외에 “고품질의 공교육 추진”을 추가하여 정책공조한다.

## 역대 원내대표
- 1대: 권선택(자유선진당, 2008년 8월 4일~2008년 12월 31일)
- 2대: 문국현(창조한국당, 2009년 1월 1일~2009년 9월 1일)

## 의원 수
자유선진당 의원은 18명, 창조한국당 의원은 3명이 가입하여 원래는 21석의 의석으로 설립될 예정이었다. 그러나 창조한국당 이한정 전 의원이 가입을 거부하였고, 이한정 전 의원(선거법 위반으로 의원직 상실)의 비례대표 의원직을 승계한 유원일 의원 역시 자신의 정체성과 맞지 않다는 이유로 '선진과 창조의 모임'의 가입을 거부하여 결국 20석으로 운영되어 왔다. 그러나 2009년 8월 30일, 심대평 의원이 자유선진당을 전격적으로 탈당한 데 이어, 9월 1일에는 교섭단체 탈퇴신고서를 제출
하여 교섭단체 구성요건인 20석을 채우지 못해 해산되었다. 이에 자유선진당과 창조한국당 측은 가입을 거부한 유원일 의원의 영입에 적극 나서는 한편 이인제 의원과 같은 무소속 의원들의 영입에도 나서 교섭단체를 복원하기 위해 애썼다.
교섭단체 탈퇴신고 서류가 통과되는 시점에서 가입신고 없이 20석에 못미치면 해산이 되기 때문에 해산되기 직전까지 계속 무소속 의원과 유원일 의원의 영입을 추진했지만 영입이 무산되자 결국 해체되었으며, 복원 시도는 성공하지 못했다. 이후 각 당의 정책 연대도 끝났다.

## 같이 보기
- 자유선진당
- 창조한국당
- 삼민회
- 평화와 정의의 의원 모임